# Онајда Касл (Њујорк)
Онајда Касл (енгл. Oneida Castle) град је у америчкој савезној држави Њујорк.

## Демографија
По попису из 2010. године број становника је 625, што је 2 (-0,3%) становника мање него 2000. године.
| Група             | 2000.       | 2010.       |
| Белци             | 615 (98,1%) | 593 (94,9%) |
| Афроамериканци    | 0 (0,0%)    | 2 (0,3%)    |
| Азијати           | 2 (0,3%)    | 5 (0,8%)    |
| Хиспаноамериканци | 2 (0,3%)    | 3 (0,5%)    |
| Укупно            | 627         | 625         |